# Marcus Derrickson
Marcus Derrickson (Washington D. C., 1 de febrero de 1996) es un baloncestista estadounidense que actualmente se encuentra sin equipo. Con 2,01 metros de estatura, juega en la posición de alero. 

## Trayectoria deportiva

### Universidad
Jugó cuatro temporadas con los Hoyas de la Universidad de Georgetown, en las que promedió 10,3 puntos, 5,6 rebotes y 1,4 asistencias por partido. En 2018 fue incluido en el segundo mejor quinteto de la Big East Conference.

### Profesional
Tras no ser elegido en el Draft de la NBA de 2018, firmó con los Golden State Warriors para disputar las Ligas de Verano de la NBA, disputando ocho partidos en los que promedió 13,1 puntos y 5,0 rebotes.
El 13 de octubre firmó  un contrato dual con los Golden State Warriors y su filial en la G League, los Santa Cruz Warriors. Debutó en la NBA el 10 de noviembre ante los Brooklyn Nets, aportando 2 puntos y 1 rebote.
El 13 de diciembre de 2021, firma por los Goyang Orions de la Liga de baloncesto de Corea.
El 8 de marzo de 2022, los Maine Celtics adquirieron a Derrickson del grupo de jugadores disponible.
El 11 de agosto de 2022 firmó con Seoul Samsung Thunders de la Liga Coreana de Baloncesto.

## Estadísticas de su carrera en la NBA

### Temporada regular
| Año     | Equipo       | PJ | PT | MPP | %TC  | %3P  | %TL  | RPP | APP | ROB | TPP | PPP |
| ------- | ------------ | -- | -- | --- | ---- | ---- | ---- | --- | --- | --- | --- | --- |
| 2018-19 | Golden State | 11 | 0  | 6.1 | .485 | .500 | .800 | 1.2 | .1  | .0  | .1  | 4.2 |
| Total   | Total        | 11 | 0  | 6.1 | .485 | .500 | .800 | 1.2 | .1  | .0  | .1  | 4.2 |